# 趵突泉
趵突泉又名槛泉，旧称泺，位于山东省济南市历下区趵突泉南路1号，为古泺水的源头。三股泉水成一线紧密排列，齐声迸发，声势浩大，因此被乾隆皇帝称为「天下第一泉」，是泉城济南七十二名泉之首，同时也是济南的三大名胜之一（此外有大明湖和千佛山）。“趵突腾空”被古人列为济南八景之一。

## 地理

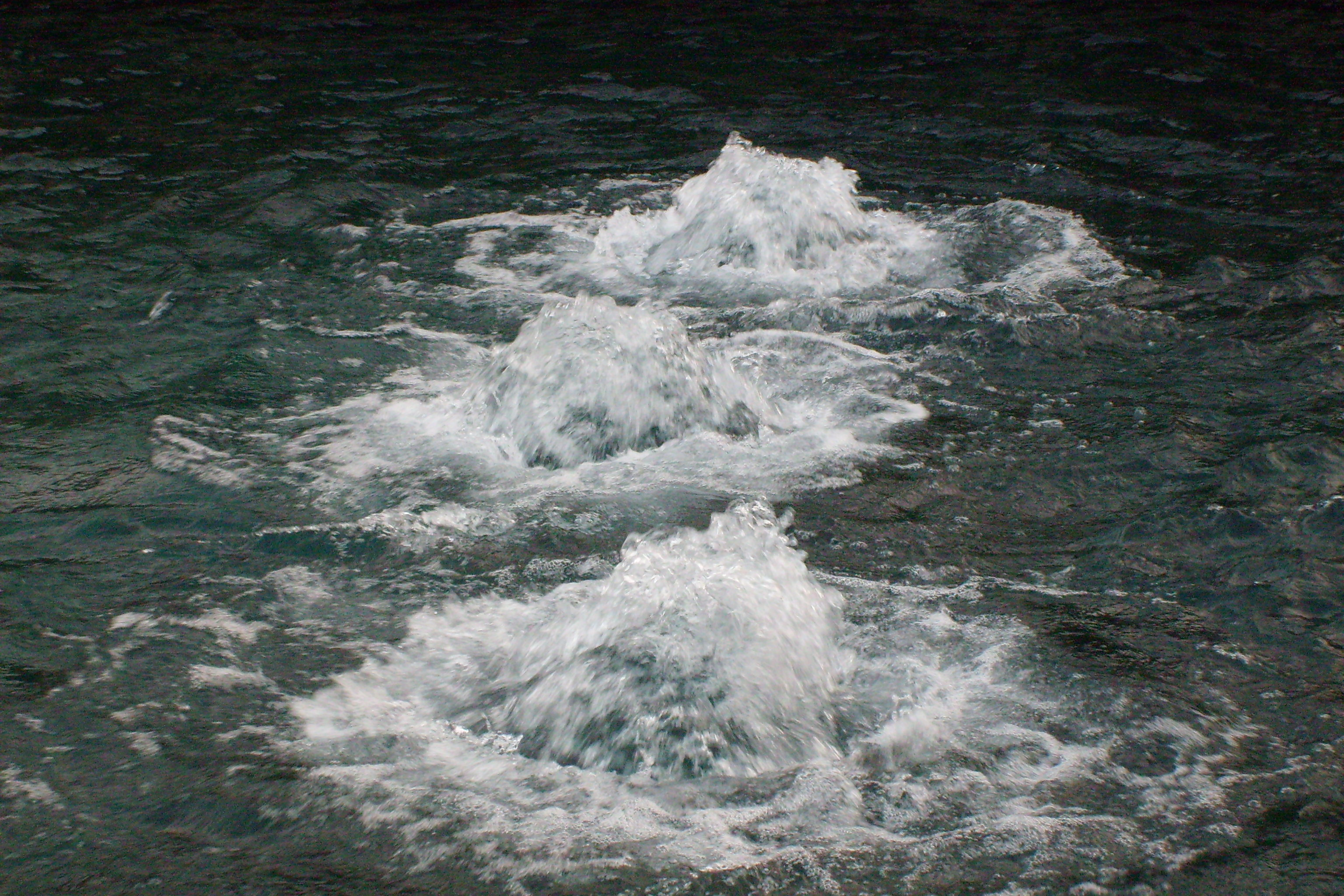
趵突腾空

### 位置
趵突泉位于济南旧城城墙西南角外护城河畔。今趵突泉公园北侧为共青团路，斜对面便是五龙潭公园；东北侧为济南旧城西门，东侧为泉城广场，南侧为泺源大街，西侧为饮虎池街（含万竹园在内），实际横跨历下区与市中区两个行政区。公园内除趵突泉外亦有漱玉泉，马跑泉，皇华泉、杜康泉、沧泉、金线泉等泉池，漱玉泉边有李清照纪念堂。公园西侧有万竹园，系后来并入。

### 成因
趵突泉是典型的自流井，成因也大致与此相同。形成自喷井的条件是山谷地形，地下水沿着岩层向低处流动，在低处的岩石裂缝上升并在较高的水压下产生自喷。
济南地下深层是由不透水的花岗岩构成的底床，上层则是容易透水的石灰质沉积岩。济南南部是泰山山脉的最北部，北部则是黄河，故市区地势南高北低，降水从南部山区经过渗透进入地下河，在市区下面汇集产生水压。各大泉群就是泉水外泄的出口。因此，济南市政府为了保护泉池不停喷，其中一个重要措施就是打击地下水开采，另一个措施则是在南部山区补水或人工增雨。

## 景观

趵突泉

趵突泉泉池位于公园西侧，三个泉眼并排且稍有错开，泉涌不止，水清见底。泉池西侧为观澜亭，但最佳观测点是在泉池东侧和北侧，北侧距离泉眼最近，东侧则可将观澜亭、“第一泉”石碑及泉水一览无余。泉水涌出后沿北侧河道一路汇入护城河内。

## 管理与维护
趵突泉作为济南市的象征之一，历史上曾多次断流。自有水位数据以来第一次断流是在1976年3月30日，此后一直断续喷涌，在1999年3月14日至2001年9月17日期间甚至断流长达926天。最近一次复涌是在2003年9月6日，自此持续喷涌至今。由于趵突泉在济南的重要地位，济南市城乡水务局每日皆公布趵突泉及黑虎泉之地下水位并刊登于市内报纸上，并在趵突泉水位低于28.15米时发布黄色预警，低于28米时发布橙色预警，低于27.60米时发布红色预警。亦有民间爱好者整理每日水位。2021年10月18日趵突泉水位曾达到30.18米，为1966年来最高；但并非每年水位都能突破29米大关。
曾有人质疑趵突泉乃人工打造，景区方面专门辟谣。
自1980年起，趵突泉每年皆举办春节灯会，惟2020年至2022年因2019冠状病毒病原因取消。
公园内有一泉池曾经饲养海豹两只，但因管理不善被责令整改。

## 历史记载

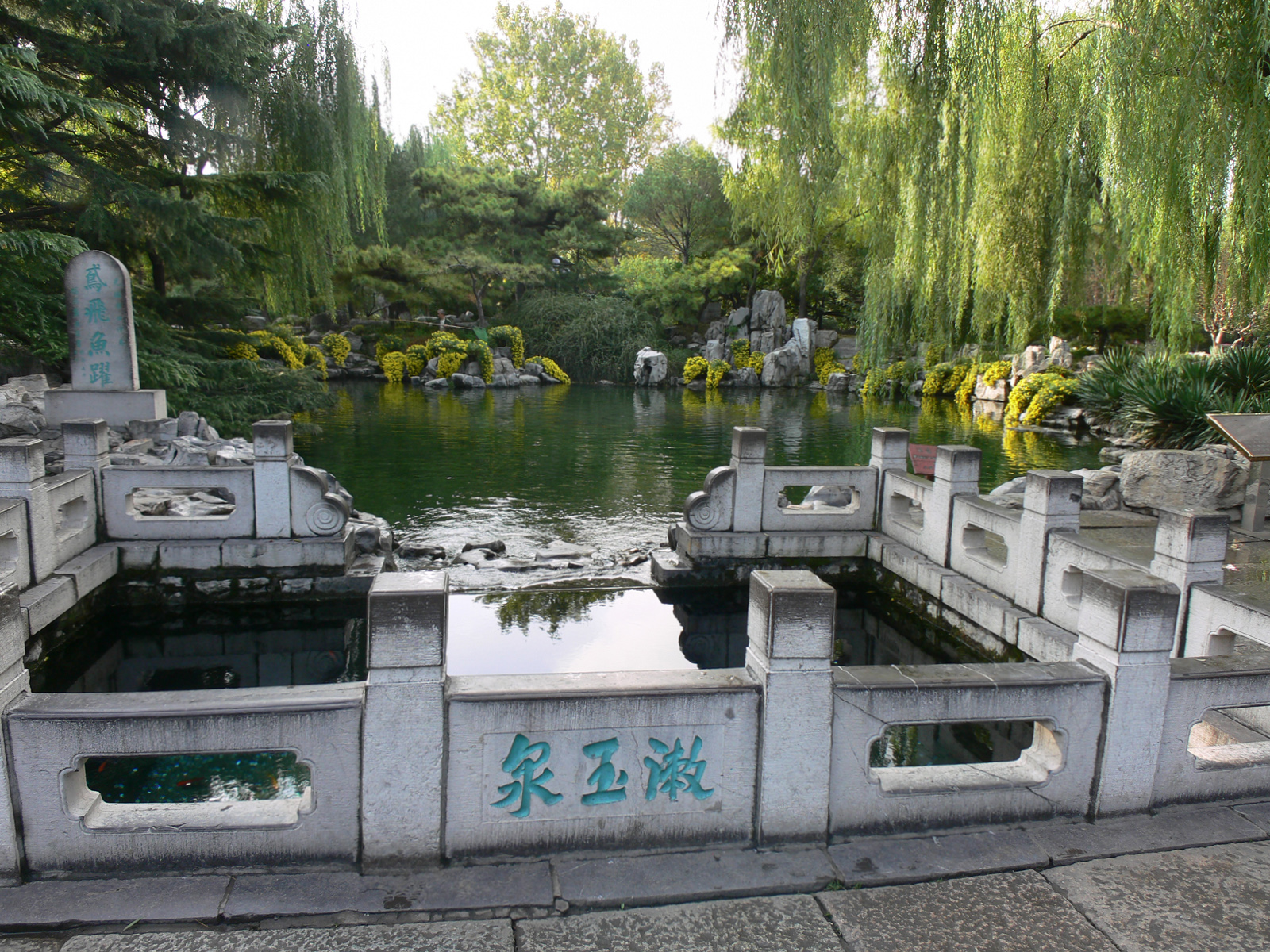
漱玉泉

《春秋》中记载，鲁桓公十八年（公元前694年），“公（鲁桓公）及齐侯（齐襄公）会于泺”。
郦道元在《水经注》中形容趵突泉“泉源上奋，水涌若轮”。
乾隆皇帝顺京杭大运河南下，多次经过济南，趵突泉旁边石碑就是御笔亲题“第一泉”。另御笔题碑“激湍”立于泉池东南侧，惟“激”字笔画与今日不同。

另外，曾巩、赵孟頫、老舍等文学家亦有关于趵突泉的作品传世。

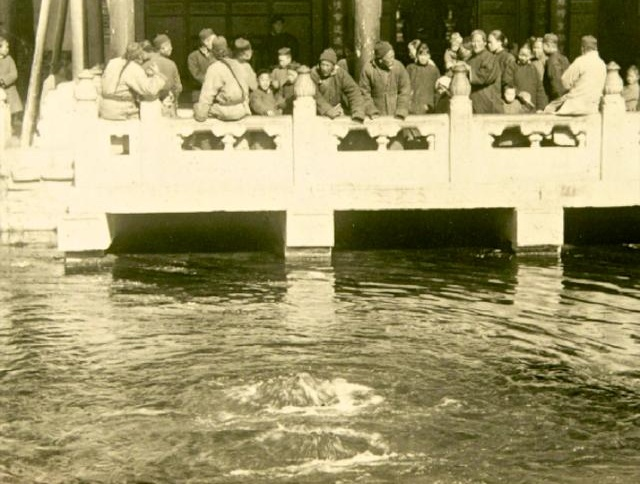
二十世纪初游人正观看趵突泉

## 延伸阅读
[在维基数据编辑]
 《欽定古今圖書集成·方輿彙編·山川典·趵突泉部》，出自陈梦雷《古今圖書集成》